# Lana Jēkabsone
Lana Jēkabsone (ur. 16 października 1974 w Rydze) – łotewska lekkoatletka specjalizująca się w biegach sprinterskich oraz płotkarskich, olimpijka.

## Sukcesy sportowe
Największy sukces na arenie międzynarodowej odniosła w 1993 r. w San Sebastián, gdzie zdobyła brązowy medal mistrzostw Europy juniorek w biegu na 400 metrów przez płotki. W 1996 r. była uczestniczką letnich igrzysk olimpijskich w Atlancie, w biegu na 400 metrów przez płotki zajęła V miejsce w biegu eliminacyjnym i nie zakwalifikowała się do półfinałów.
Jest wielokrotną mistrzynią Łotwy na otwartym stadionie: dwukrotnie w biegu na 200 metrów (1992, 1995), czterokrotnie w biegu na 400 metrów (1991, 1993, 1994, 1998) oraz pięciokrotnie w biegu na 400 metrów przez płotki (1991, 1992, 1994, 1995, 1996). Była również mistrzynią kraju w hali: dwukrotnie w biegu na 200 metrów (1992, 1995) oraz czterokrotnie w biegu na 400 metrów (1993, 1994, 1995, 1997).

## Rekordy życiowe
- bieg na 400 m przez płotki – 55,46 – Tallinn 09/06/1996